# Clouds
Clouds a fost o trupă de rock progresiv a anilor '60 care s-a destrămat în octombrie 1971. Din formație făceau parte Ian Ellis , Harry Hughes și Billy Ritchie.